# Rezerwat przyrody Mierzwice
Rezerwat przyrody Mierzwice – rezerwat florystyczny w pobliżu miejscowości Zabuże, w gminie Sarnaki, w powiecie łosickim, w województwie mazowieckim. Obejmuje wydzielenia leśne na terenie leśnictwa Mierzwice, Nadleśnictwo Sarnaki.

## Informacje ogólne
Rezerwat zajmuje powierzchnię 12,98 ha. Został utworzony Zarządzeniem 15 Regionalnego Dyrektora Ochrony Środowiska w Warszawie z dnia 17 czerwca 2010 roku (Dz. Urz. Woj. Mazowieckiego z dn. 24.08.2010 r., Nr 155, poz. 3827). Według aktu powołującego, rezerwat utworzono celem zachowania stanowiska roślinności kserotermicznej oraz otaczającego fragmentu lasu liściastego z licznymi stanowiskami chronionymi i zagrożonych gruntów roślin.
Określono rodzaj, typ i podtyp rezerwatu:
- rodzaj – florystyczny;
- typ i podtyp:
  - ze względu na dominujący przedmiot ochrony: typ – florystyczny, podtyp – roślin zielnych i krzewinek;
  - ze względu na główny typ ekosystemu: typ – leśny i borowy, podtyp – lasów mieszanych nizinnych.

## Flora
Na terenie rezerwatu stwierdzono występowanie 187 gatunków roślin naczyniowych, w tym 5 objętych ochroną ścisłą oraz 12 ochroną częściową (według stanu na rok 2014). Z roślin objętych ochroną ścisłą nielicznie lub bardzo nielicznie występują tu: obuwik pospolity, leniec bezpodkwiatkowy, goryczka krzyżowa, buławnik czerwony, lilia złotogłów; ich populacja zmniejsza swoją liczebność.

## Inne formy ochrony przyrody
Rezerwat leży w granicach Parku Krajobrazowego Podlaski Przełom Bugu oraz obszaru siedliskowego sieci Natura 2000 „Ostoja Nadbużańska” PLH140011. Od południowego wschodu przylega do niego  rezerwat przyrody Zabuże, a od południowego zachodu – stanowisko dokumentacyjne „Wychodnia głazów Mierzwice”.

## Turystyka
Przez teren rezerwatów Mierzwice i Zabuże przebiega szlak pieszy. 